# La Mantovana
"La Mantovana", alternativt "Il Ballo di Mantova" (Mantuadansen), är en populär 1500-talssång. Den tillskrivs ofta den italienska 1500-talstenoren Giuseppe Cenci. Sången har ett lätt igenkännbart svepande tema i moll, som inspirerat andra liknande sånger från olika delar av Europa. Snarlika senare melodier är "Vltava" (av Bedřich Smetana) samt den israeliska nationalsången "Hatikvah". Även den svenska bygdevisan "Ack Värmeland, du sköna" ingår i samma tradition.

## Historik

### Bakgrund och äldre varianter
Den brukar tillskrivas den italienske tenoren Giuseppe Cenci (även känd som Giuseppino del Biado, död 1616), som sjöng den till texten "Fuggi, Fuggi, Fuggi da questo cielo". Dess första kända framträdande i tryckt form finns i del Biados samling madrigaler från år 1600.
Melodin, senare känd som "Ballo di Mantova" eller "Aria di Mantova", fick stor spridning i senrenässansens Europa. Tongångarna spelades i snarlik form in som den skotska "My Mistress is Prettie", den polska "Pod Krakowen", den spanska "Virgen de la cueva" och den ukrainska "Kateryna Kutjerjava".

### Senare varianter
“La Mantovana" finns med i "Il Scolaro" (1645) av Gasparo Zanetti. 1657 dyker den upp som "Ballo di Mantua" i Duo Tessuti con diversi Solfeggiamenti, Scherzi, Perfidie et Oblighi av Giuseppe Giamberti. John Playford, som har med den i sin Dancing Master, kallar sången "An Italian Rant".
"Fuggi, fuggi, dolente cor", en version av madrigalarrangemanget, fungerade som utgångspunkt för Biagio Marinis trio sonata i g-moll (Op. 22, "Sonata Sopra 'Fuggi dolente core'", 1655).
Camille Saint-Saëns citerar ur det här verket i den tredje satsen av sin Rhapsodies sur des cantiques bretons, Op. 7.
Melodislingan blev under sent 1800-tal populariserad via den tjeckiske kompositören Bedřich Smetana symfoniska poem "Vltava" (även "Moldau"). Den var del av hans nationalromantiska musikverk Má vlast ('Mitt land'):
Även andra kompositörer och länder har kommit att utnyttja grundmelodins stegrande och sjunkande upptakt till nationellt tonande verk. Vissa sa att Smetana själv lät sig inspireras av den svenska bygdevisan "Ack Värmeland, du sköna", skapad något tidigare än Smetanas verk.
Senare använde sig den moldaviske invandraren till Palestina Samuel Cohen av en rumänsk version av "La Mantovana"-motivet. Det skedde inför komponerandet av "Hatikvah", senare stadfäst som Israels nationalsång.
Den japanska filmmusikkompositören Yōko Kanno har också (hörbarligen) låtit sig inspireras av "La Mantovana". Hennes melodi "Shiro" ('Svart'), ett av ledmotiven till den animerade TV-serien Wolf's Rain, har i sin svepande dramatiska upptakt lånat mer än ett par takter från den italienska grundmelodin.